# Drömmarnas värld
För musikalbumet av Norrbottens Järn, se Drömmarnas värld (musikalbum)
Drömmarnas värld (engelsk originaltitel What Dreams May Come) är en dramafilm från 1998 med skådespelarna Robin Williams, Cuba Gooding Jr och Annabella Sciorra.
Filmen baseras på boken med samma namn från 1978 skriven av författaren Richard Matheson och regisserades av Vincent Ward. Den engelska titeln kommer från en känd replik i Hamlets monolog i akt 3, scen 1 (Att vara eller icke vara): "For in that sleep of death what dreams may come / When we have shuffled off this mortal coil", svensk översättning: "Hvad drömmar i den sömnen månde komma, När stoftets tunga skrud vi kastat af". Scener från filmen och även händelser i boken innehåller liknelser med Dante Alighieris allegoriska epos "Den gudomliga komedin" från 1308.
Filmen fick blandade recensioner från kritiker samt drog in mediokert med pengar från biobesökare. Den vann en Oscar för bästa specialeffekter och nominerades i kategorin bästa scenografi.
Filmen distribuerades av PolyGram och är en av få filmer som filmats med Fujifilms Velvia-film som ger en levande färgåterskapning.

## Om filmen
Drömmarnas värld hade en budget på cirka 85 miljoner dollar. Den hade premiär i USA 28 september 1998 och i Sverige 16 april 1999. Första helgen filmen visades i USA spelade den in cirka 16 miljoner dollar. 

## Rollista (i urval)
- Robin Williams - Chris Nielsen
- Cuba Gooding, Jr. - Albert Lewis och Ian Nielsen
- Annabella Sciorra - Annie Collins-Nielsen
- Max von Sydow - The Tracker och Albert Lewis
- Jessica Brooks Grant - Marie Nielsen
- Josh Paddock - Ian Nielsen
- Rosalind Chao - Leona och Marie Nielsen